# 朱伊巴爾
朱伊巴爾（波斯語：‎/ ；又稱作）是伊朗馬贊德蘭省朱伊巴爾縣中央區的一座城市，該市靠近裏海南岸，也是朱伊巴爾縣的首府，朱伊巴爾為伊朗聞名的摔跤之都。
根據2006年的伊朗人口普查數據顯示總人口為22,117人。 2011年數據顯示有29,122人。2016年數據顯示總人口有32,924人。